# François Vannson
François Vannson, né le 20 octobre 1962 à Épinal (Vosges), est un homme politique français.
Membre du RPR, de l’UMP puis de LR, il est député de la troisième circonscription des Vosges de 1993 à 2017. Il succède en 2015 à son rival local à droite, Christian Poncelet, à la présidence du conseil départemental des Vosges.

## Biographie
Né dans les Vosges d'un père chauffagiste et d'une mère directrice d'école, François Vannson a trois frères et sœur. Sa famille compte quelques hommes politiques, comme André Boileau. Il obtient son bac F1 à Remiremont.
En 1988, il revient dans les Vosges (après des études supérieures suivies à Lille) afin d'exercer dans son domaine d'activité l'optique lunetterie jusqu'en 1993. En 1989, il accepte la responsabilité du syndicat d'initiatives du Thillot, promouvant ainsi le tourisme en vallée de la Moselle.
En 1993, il est élu conseiller général dans le canton du Thillot puis se présente aux législatives du 28 mars et devient ainsi député de la troisième circonscription des Vosges : il prend la succession de son oncle Christian Spiller, qui ne se représente pas.
Il épouse Marie-Odile Hummel, chef du service des urgences de l'hôpital de Remiremont, en 1996. L'année suivante, il est réélu député des Vosges.
La campagne électorale pour les législatives de 2002 provoque des tensions au sein de la droite vosgienne. Alors que le président du Sénat et du conseil général des Vosges Christian Poncelet manœuvre pour lui soustraire l'investiture de l'UMP, le scrutin est sans appel : François Vannson devance le candidat investi par l'UMP, Jean-Paul Didier, dans toutes les communes de la circonscription.
Il brigue un nouveau mandat en 2007, et se fait réélire au premier tour pour un 4e mandat, le 10 juin, avec 53,7 % des voix.
Il est réélu lors des élections législatives françaises de 2012 au second tour, avec 52,69 % des suffrages.
Lors des élections départementales de 2015, il est élu dans le canton de Remiremont en compagnie de Valérie Jankowski sous l'étiquette de l'UMP. À la suite de la décision de Christian Poncelet, président sortant, de ne pas se représenter, il devient président du conseil départemental des Vosges le 2 avril 2015.
Il annonce au début de l'année 2017 son intention de ne pas briguer un nouveau mandat de député pour pouvoir se consacrer à son rôle de président du Conseil Départemental. Soutenant tout d'abord son ancien suppléant et candidat investi par Les Républicains Patrick Lagarde, il appelle à voter Christophe Naegelen à la suite du retrait du premier.

### Affaires judiciaires
En octobre 2022, il est arrêté au volant avec 1,7 gramme d’alcool par litre de sang. Il est jugé en comparution sur reconnaissance préalable de culpabilité pour conduite en état d'ivresse et mise en danger de la vie d'autrui,. Son véhicule a zig-zagué sur la route pendant plusieurs kilomètres, les autres véhicules se trouvant contraints de rester derrière lui à 50 km/h. Selon le procès-verbal de la gendarmerie, il aurait appelé le colonel commandant la gendarmerie des Vosges pour qu'il « arrange son affaire ». En juin 2023, il est condamné à 2000 euros d'amende et six mois de suspension de permis de conduire.

## Synthèse des mandats

### Mandats nationaux
- 2 avril 1993 - 21 avril 1997 : député des Vosges
- 1er juin 1997 - 18 juin 2002 : député des Vosges
- 18 juin 2002 - 17 juin 2007 : député des Vosges
- 17 juin 2007 - 17 juin 2012 : député des Vosges
- 17 juin 2012 - 18 juin 2017 : député des Vosges

### Mandats locaux
- 15 mars 1992 - 23 mars 1998 : conseiller général du département des Vosges
- Depuis le 29 mars 2015 : conseiller départemental du canton de Remiremont
- Depuis le 2 avril 2015 : président du conseil départemental des Vosges

- 18 juin 1995 - 23 juin 1995 : membre du conseil municipal du Thillot (Vosges)